# Hollywood Vampires (álbum)
Hollywood Vampires é o primeiro álbum do supergrupo Hollywood Vampires, lançado em 11 de Setembro de 2015.

## O Álbum
| “ | "Decidi que eu queria fazer um álbum, um álbum de covers. Eu nunca fiz um álbum de covers. E eu decidi que queria fazer um álbum que fosse dedicado aos meus falecidos e bêbados amigos. E a maneira como isso aconteceu foi quando eu estava fazendo o filme Dark Shadows, com Johnny Depp, e foi divertido. Então, uma noite nós saímos e decidimos ir a este bar e tocar, este pequeno bar chamado The Hundred Club, e Johnny foi conosco. E, sabe, nós começamos a falar sobre este álbum, e Johnny, eu e Joe Perry, e um monte de outros caras, começamos a gravar este álbum." | ” |

O álbum tem 14 faixas em sua versão regular e uma a mais em sua edição japonesa – I’m a Boy, do The Who, gravada originalmente em 1966. Composto basicamente por covers de Led Zeppelin, The Doors, John Lennon Pink Floyd, entre outros, o álbum possui ainda duas faixas inéditas que contam a história dos Vampires, além de uma introdução, gravada por Sir Christopher Lee, pouco tempo antes da sua morte. Além disso, o álbum conta com uma verdadeira constelação de astros convidados - Paul McCartney, Dave Grohl, os guitarristas Slash, Orianthi e Joe Walsh, Brian Johnson (do AC/DC), Perry Farrell (do Jane's Addiction), Robby Krieger (do The Doors), Zak Starkey (ex-integrante do The Who, e filho de Ringo Starr), o produtor Bob Ezrin e até mesmo o ator Christopher Lee, que morreu em junho de 2015.

## Faixas
| Faixa                                                          | Composição                                                                            | Gravação Original                                                        | Créditos Musicais |
| -------------------------------------------------------------- | ------------------------------------------------------------------------------------- | ------------------------------------------------------------------------ | --- |
| 01."The Last Vampire" – 1:35                                   | (Christopher Lee)                                                                     | Faixa Inédita                                                            | - Narração: Sir Christopher Lee [RIP] - Teclados e Design de som: Johnny Depp, Bob Ezrin e Justin Cortelyou |
| 02."Raise the Dead" – 3:31                                     | (Johnny Depp, Bruce Witkin, Tommy Henriksen, Alice Cooper, Bob Ezrin, Rob Klonel)     | Faixa Inédita                                                            | - Vocais: Alice Cooper - Guitarras: Johnny Depp, Tommy Henriksen, Bruce Witkin - Bateria: Glenn Sobel - Baixo: Bruce Witkin - Back Vocals: Alice Cooper, Tommy Henriksen, Bob Ezrin                                                                             |
| 03."My Generation" – 2:47                                      | (Pete Townshend)                                                                      | The Who                                                                  | - Vocais: Alice Cooper - Guitarras: Johnny Depp, Tommy Henriksen - Baixo: Bruce Witkin - Bateria: Zak Starkey - Back Vocals: Tommy Henriksen |
| 04."Whole Lotta Love" – 4:13                                   | (John Bonham, Willie Dixon, John Paul Jones, Jimmy Page, Robert Plant)                | Led Zeppelin                                                             | - Vocais: Brian Johnson, Alice Cooper - Guitarras: Joe Walsh, Johnny Depp, Orianthi, Tommy Henriksen, Bruce Witkin - Gaita: Alice Cooper - Bateria: Zak Starkey - Baixo: Kip Winger - Programação: Tommy Henriksen - Back Vocals: Alice Cooper, Tommy Henriksen |
| 05."I Got a Line on You" – 2:48                                | (Randy California)                                                                    | Spirit                                                                   | - Vocais: Alice Cooper, Perry Farrell - Guitarras: Joe Walsh, Johnny Depp, Tommy Henriksen, Bruce Witkin - Bateria: Abe Laboriel Jr. - Baixo: Kip Winger - Back Vocals: Perry Farrell, Tommy Henriksen, Bob Ezrin                                               |
| 06."Five to One / Break on Through (To the Other Side)" – 4:17 | (Jim Morrison / Jim Morrison, Robby Krieger, Ray Manzarek, John Densmore)             | The Doors                                                                | - Vocais: Alice Cooper - Guitarras: Robby Krieger, Johnny Depp, Tommy Henriksen - Bateria: Abe Laboriel Jr. - Farfisa: Charlie Judge - Baixo: Bruce Witkin |
| 07."One / Jump into the Fire" – 5:07                           | (Harry Nilsson)                                                                       | Harry Nilsson                                                            | - Vocais: Alice Cooper, Perry Farrell - Guitarras: Robby Krieger, Johnny Depp, Tommy Henriksen, Bruce Witkin - Bateria: Dave Grohl - Baixo: Bruce Witkin - Teclados: Bob Ezrin, Bruce Witkin - Programação: Tommy Henriksen                                     |
| 08."Come and Get It" – 2:59                                    | (Paul McCartney)                                                                      | Badfinger                                                                | - Vocais: Paul McCartney, Alice Cooper - Guitarras: Joe Perry, Johnny Depp - Piano: Paul McCartney - Bateria: Abe Laboriel Jr. - Baixo: Paul McCartney - Back Vocals: Johnny Depp, Alice Cooper, Abe Laboriel Jr., Bob Ezrin                                    |
| 09."Jeepster" – 2:42                                           | (Marc Bolan)                                                                          | T. Rex                                                                   | - Vocais: Alice Cooper - Guitarras: Joe Perry, Johnny Depp, Tommy Henriksen - Bateria: Glenn Sobel - Baixo: Bruce Witkin - Programação: Tommy Henriksen - Back Vocals: Bob Ezrin                                                                                |
| 10."Cold Turkey" – 3:07                                        | (John Lennon)                                                                         | John Lennon                                                              | - Vocais: Alice Cooper - Guitarras: Joe Perry, Johnny Depp, Tommy Henriksen - Bateria: Glenn Sobel - Baixo: Bruce Witkin - Programação: Tommy Henriksen - Back Vocals: Alice Cooper, Tommy Henriksen                                                            |
| 11."Manic Depression" – 2:43                                   | (Jimi Hendrix)                                                                        | Jimi Hendrix                                                             | - Vocais: Alice Cooper - Guitarras: Joe Walsh, Johnny Depp, Tommy Henriksen - Bateria: Zak Starkey - Baixo: Bruce Witkin - Piano: Bob Ezrin |
| 12."Itchycoo Park" – 2:55                                      | (Steve Marriott, Ronnie Lane)                                                         | Small Faces                                                              | - Vocais: Alice Cooper - Guitarras: Johnny Depp, Tommy Henriksen - Bateria: Glenn Sobel - Baixo: Bruce Witkin - Programação: Tommy Henriksen - Back Vocals: Alice Cooper, Tommy Henriksen, Bob Ezrin                                                            |
| 13."School's Out / Another Brick in the Wall pt. 2" – 5:14     | (Alice Cooper, Michael Bruce, Glen Buxton, Dennis Dunaway, Neal Smith / Roger Waters) | School's Out - Alice Cooper Another Brick in the Wall pt. 2 - Pink Floyd | - Vocais: Alice Cooper, Brian Johnson - Guitarras: Slash, Joe Perry, Johnny Depp, Tommy Henriksen, Bruce Witkin - Bateria: Neal Smith - Baixo: Dennis Dunaway - Back Vocals: Kip Winger, Bob Ezrin                                                              |
| 14."My Dead Drunk Friends" – 4:30                              | (Johnny Depp, Bruce Witkin, Tommy Henriksen, Alice Cooper, Bob Ezrin)                 | Faixa Inédita                                                            | - Vocais: Alice Cooper - Guitarras: Johnny Depp, Bruce Witkin - Bateria: Glenn Sobel - Programação: Tommy Henriksen - Baixo: Bruce Witkin - Piano: Bruce Witkin, Bob Ezrin - Back Vocals: Alice Cooper, Johnny Depp, Tommy Henriksen, Bruce Witkin, Bob Ezrin   |
| 15.I’m a Boy (Exclusivo Versão Japonesa)                       | (Pete Townshend)                                                                      | The Who                                                                  | |

### Desempenho nas Paradas Musicais
| Parada Musical (2015) | Desempenho |
| --------------------- | ---------- |
| Offizielle Top 100    | 59         |
| ARIA Charts           | 34         |
| Ö3 Austria Top 40     | 62         |
| Ultratop Flanders     | 76         |
| Ultratop Wallonia     | 34         |
| Billboard 200         | 43         |
| (SNEP)                | 54         |
| MegaCharts            | 47         |
| OCC                   | 30         |
| Schweizer Hitparade   | 24         |